# Les quatre ànimes del coiot
Les quatre ànimes del coiot (hongarès: Kojot négy lelke; títol en anglès, Four Souls of Coyote) és una pel·lícula d'animació d'aventures dramàtica hongaresa de 2023 dirigida per Áron Gauder, que va coescriure la pel·lícula amb Géza Bereményi. La pel·lícula, ambientada en l'actualitat, mostra els manifestants dels Nadius americans enfrontant-se a la tripulació d'un projecte d'oleoducte, just avall del turó de la terra dels seus avantpassats, i destaca la necessitat imperiosa de viure en harmonia amb el medi ambient. Es va estrenar als cinemes hongaresos el 16 de març de 2023 per Vertigo Media.
Four Souls of Coyote va ser seleccionada com a entrada hongaresa per al Oscar a la millor pel·lícula de parla no anglesa als Premis Oscar de 2024. va aparèixer a la llista elegible per ser considerada per als Oscars 2024, però al final no fou seleccionada. Ha estat subtitulada al català.

## Argument
La pel·lícula té el lema: "Res no és etern sinó la Terra i les muntanyes".
La pel·lícula està ambientada en l'actualitat, amb un escenari on els manifestants dels nadius americans s'enfronten a la tripulació d'un projecte d'oleoducte, situat a prop de la seva terra ancestral. L'avi comparteix una antiga història del seu mite de la creació, recordant als humans que els reptes als quals s'enfronta la humanitat són universals i que necessiten trobar el seu lloc en el gran cercle de la creació.
La història posa de manifest que els humans són només una petita part de la creació i que destruir la Terra perquè creiem que som especials és autoperjudicial. La història és una crida a actuar, a corregir el rumb abans que sigui massa tard.
La història plena d'aventures amb animals, màgia, fam, cobdícia i el cercle sagrat de totes les creacions, ens fa esperar que no sigui massa tard per salvar la Terra.

## Repartiment de veu

### Anglès
- Lorne Cardinal for Ancià Creador/Avi
- Diontae Black per Coiot
- Stephanie Novak per a dona (16-50 anys)
- Danny Kramer per a home (16-50 anys)/Sanders
- Priscilla Landham per Mataoka
- David Mattle per noi (2-9 anys)
- Lily Rose Silver per a nena (2-9 anys)
- Bill Farmer per a Ànec/Racoon
- Cle Bennett per a Búfal/Comandant/Llop
- Bob Klein per Àguila/Canciller/CEO
- John Bentley per Llamp/Lleó de la Muntanya/Nét
- Fred Tatasciore per Ós/ Capità/ Advocat/ Antílop /Opossum
- Karin Anglin per Gloria

## Production
Áron Gauder va començar a treballar en la pel·lícula l'any 2017 amb Cinemon i el productor Réka Temple. El febrer de 2022 es van publicar les primeres fotos de la pel·lícula d'animació que mostra la història de la creació dels indis. Al maig de 2022, s'havia completat el 95% de l'animació. La pel·lícula es va rodar en animació 2D amb àudio en format 5.1/estèreo.

### Música
La música i les cançons estan compostes per Joanne Shenandoah, Mariee Siouthe, Session Voices, Ulali i Northern Cree.

## Llançament
La pel·lícula es va estrenar a Hongria el 16 de març de 2023. A l'abril, va competir al Festival Internacional de Cinema d'Arizona i fou projectada el 28 d'abril de 2023. També va ser seleccionada al Festival Internacional de Cinema d'Animació d'Annecy a la competició de llargmetratges, on va guanyar el premi del jurat i al 25è Festival Internacional de Cinema de Xangai, on va guanyar el Calze d'Or a la millor pel·lícula d'animació el 18 de juny de 2023. Al Festival de Cinema d'Animació de Kecskemét es va projectar el 25 de juny com a guanyador del Gran Premi.
La pel·lícula se celebrarà al Festival de Cinema Hongarès de Los Angeles, on es projectarà el 28 d'octubre de 2023. Va obrir el Red Nation Film Festival el 3 de novembre de 2023.
El 6 de juny de 2023 es va informar que Gebeka International, una empresa de vendes amb seu a França, va prendre els drets de venda de la pel·lícula.

## Recepció
La ressenya de Wendy Ide per a ScreenDaily va donar opinions positives i va opinar: "Amb el seu èmfasi en la narració mítica i el seu enfocament gràfic elegant i estilitzat, la pel·lícula podria connectar amb un públic similar al de les incursions de Cartoon Saloon en la fantasia folklòrica irlandesa: La cançó del mar, El secret de Kells i Wolfwalkers." Ide va pensar que en emmarcar la bellesa de la natura en cada fotograma i "utilitzar una combinació sorprenent d'animació en 2D i 3D i un estil gràfic fort que recorda agradablement el treball de l'artista de mitjans de segle Charley Harper, la pel·lícula és un recordatori oportú de la importància de viure harmoniosament amb el món natural." Fabien Lemercier fent una ressenya per a Cineuropa, va destacar el tema de la pel·lícula amb la cita col·locada al començament de la pel·lícula: "Només quan l'últim arbre hagi mort, l'últim riu s'hagi enverinat i l'últim peix pescat ens adonarem que no podem menjar diners". Per concloure Lemercier va escriure: "Four Souls of Coyote és alhora senzilla i subtilment sofisticada, tant narrativament com visualment", va afegir Lemercier, "[és] una oda mística a la natura que ens recorda amb raó que "l'home no teixeix la xarxa de la vida. Ell només n'és un fil"".

## Reconeixements
A més de la selecció de la pel·lícula com a entrada hongaresa per al Millor pel·lícula internacional als Premis Oscar de 2023, va guanyar el Premi Calze d'Or a la millor pel·lícula d'animació al Festival Internacional de Cinema de Xangai.
| Premi                                                | Data                 | Categoria                                          | Receptor             | Resultat  | Ref.          |
| ---------------------------------------------------- | -------------------- | -------------------------------------------------- | -------------------- | --------- | ------------- |
| Festival Internacional de Cinema d'Arizona           | 28 d'abril de 2023   | Premi Especial del Jurat d'Animació Innovadora     | Four Souls of Coyote | Guanyador | [ 15 ]        |
| Třeboň Anifilm                                       | 17 May 2023          | Premi del Públic de la Regió de Liberec            | Four Souls of Coyote | Guanyador | [ 27 ]        |
| New Media Film Festival                              | 5 de juny de 2023    | Gran Premi                                         | Four Souls of Coyote | Guanyador | [ 28 ]        |
| Festival Internacional de Cinema d'Animació d'Annecy | 17 de juny de 2023   | Premi del Jurat                                    | Four Souls of Coyote | Guanyador | [ 16 ] [ 29 ] |
| Festival Internacional de Cinema d'Animació d'Annecy | 17 de juny de 2023   | Cristal per a un llargmetratge                     | Four Souls of Coyote | Nominat   | [ 16 ] [ 29 ] |
| Festival Internacional de Cinema de Xangai           | 18 de juny de 2023   | Premi Calzd d'Or a la millor pel·lícula d'animació | Four Souls of Coyote | Guanyador | [ 17 ]        |
| Festival de Cinema d'Animació de Kecskemét           | 25 de juny de 2023   | Gran Premi                                         | Four Souls of Coyote | Guanyador | [ 19 ]        |
| Festival de Cinema d'Animació de Kecskemét           | 25 de juny de 2023   | Premi del públic                                   | Four Souls of Coyote | Guanyador | [ 19 ]        |
| Festival de Cinema d'Animació de Kecskemét           | 25 de juny de 2023   | Millor llargmetratge europeu                       | Four Souls of Coyote | Guanyador | [ 19 ]        |
| Premis Annie                                         | 17 de febrer de 2024 | Millor llargmetratge d'animació - Independent      | Four Souls of Coyote | Nominat   | [ 30 ]        |